# Ordine della Resistenza 1940-1944
L'Ordine della Resistenza 1940-1944 (Ordre de la Résistance 1940–1944) è una decorazione civile del Lussemburgo.

## Storia
Istituito da Carlotta di Lussemburgo tramite decreto del 30 marzo 1946.
L'ordine riconosce i civili che, durante l'occupazione tedesca del Lussemburgo durante la seconda guerra mondiale, si sono distinti particolarmente al servizio della causa nazionale o alleata, o per atti brillanti di resistenza, coraggio e dedizione.
Nel 2003 è stato stabilito che la croce poteva essere assegnata solo postuma e la medaglia non sarebbe più stata assegnata.